# Mary Spio

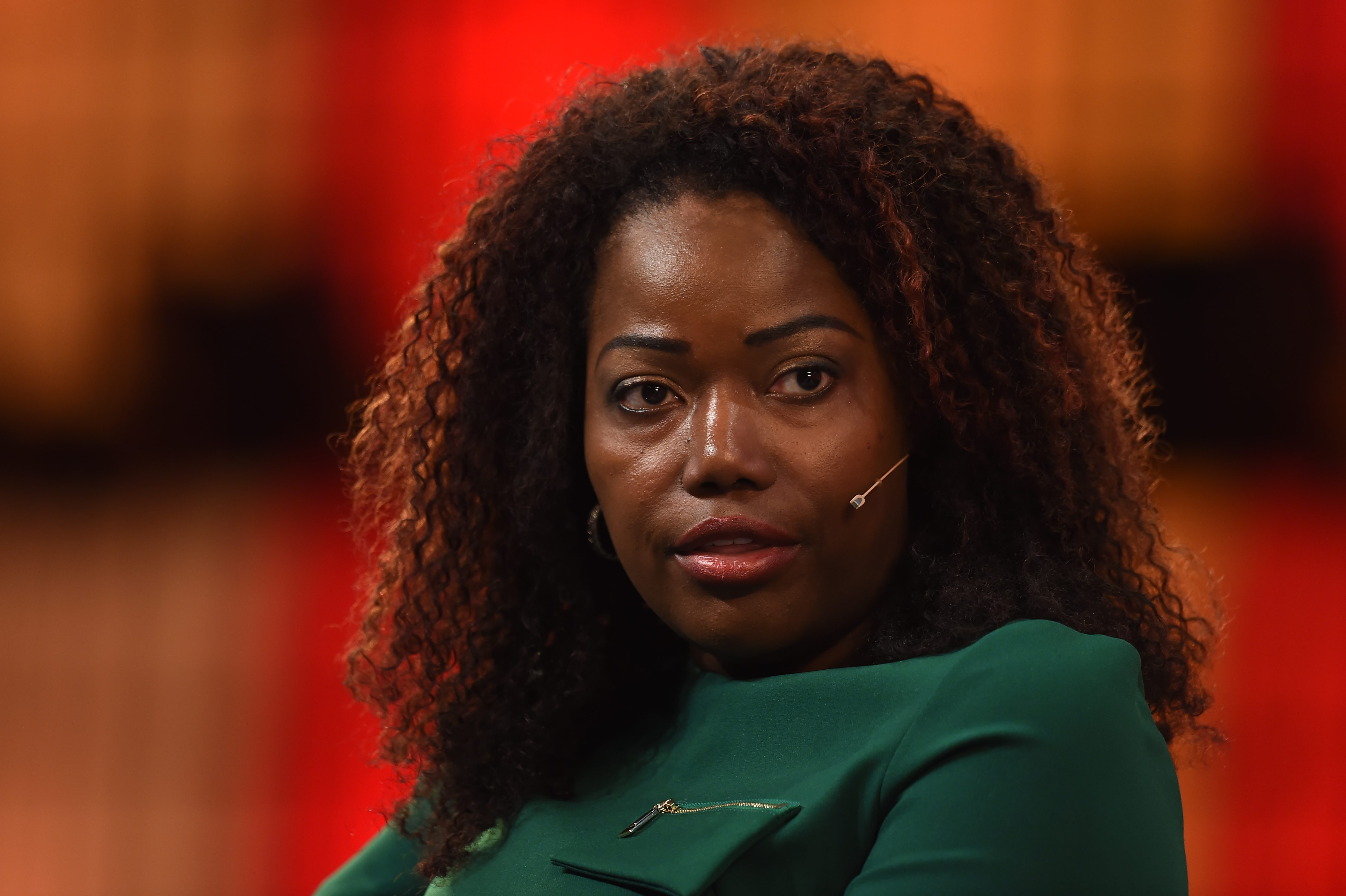
Mary Spio

Mary Spio ist Raumfahrtingenieurin, technische Innovatorin und Unternehmerin. Sie ist CEO und Gründerin von CEEK Virtual Reality.

## Leben und Studium
Spio ist in Ghana aufgewachsen. Ihre Gymnasialschulausbildung absolvierte sie an der Holy Child High School in Cape Coast. Im Alter von 16 Jahren zog sie in die USA nach Syracuse, New York. Sie besuchte die Syracuse University und schloss 1998 mit einem Bachelor of Science in Elektrotechnik ab. Später erwarb sie am Georgia Institute of Technology einen Master-Abschluss in Elektrotechnik und Informatik.

## Berufliche Laufbahn
Spio diente sechs Jahre lang in der United States Air Force als Technikerin für Breitband- und Satellitenkommunikation. Nach ihrem Dienst in der Luftstreitkraft arbeitete sie bei einem Unternehmen im Bereich der Satellitenkommunikation, bei dem sie im Rahmen eines NASA-Projekts an der Konzeption von Satelliten und Beförderung dieser in den Weltraum mitwirkte. Anschließend wurde sie Leiterin der Abteilung für Satellitenkommunikationssysteme bei Boeing.

### CEEK VR
Im Jahr 2015 gründete Spio das Unternehmen CEEK Virtual Reality, das heute als eine Streaming-Plattform für virtuelle Veranstaltungen dient. Die Plattform unterstützt zudem Autoren von digitalen Inhalten, ihre Fans und Nutzer über virtuelle Medien wie Virtual-Reality-Headsets, Spielkonsolen, Mobiltelefone, Tablets, Desktops, Laptops und Smart-TVs zu erreichen. Die Plattform CEEK VR wurde um die CEEK VR-App und die CEEK-Website erweitert.

## Schriftwerke
Spio ist außerdem Schriftstellerin und Autorin von It's Not Rocket Science: 7 Game-Changing Traits for Uncommon Success, einem 2015 veröffentlichten Selbsthilfebuch, und A Song for Carmine, einem Liebesroman. In der Vergangenheit hat sie auch für das Medienunternehmen Chicken Soup for the Soul geschrieben.